# Islas Airways

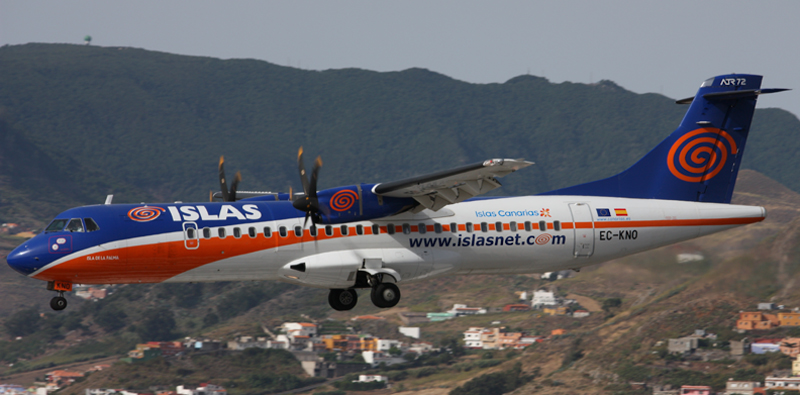
ATR 72 авіакомпанії Islas Airways в заході на посадку в міжнародному аеропорту Лос-Родеос, 2009 рік

Islas Líneas Aéreas, що діє як Islas Airways — колишня іспанська авіакомпанія зі штаб-квартирою на Тенерифе, що працювала у сфері регулярних пасажирських перевезень між аеропортом Лос-Родеос і аеропортами Канарських островів.
Портом приписки авіакомпанії та її транзитним вузлом (хабом) є міжнародний аеропорт Лос-Родеос.
Авіакомпанія була заснована в 2002 році і почала операційну діяльність у лютому наступного року.
Islas Airways припинила всі польоти 16 жовтня 2012 року.

## Маршрутна мережа
Маршрутна мережа авіакомпанії Islas Airways на регулярних пасажирських перевезеннях охоплювала такі пункти призначення:
- Арресіфе — аеропорт Лансароте
- Фуертевентура — Фуертевентура аеропорт
- Лас-Пальмас-де-Гран-Канарія — аеропорт Гран-Канарія
- Санта-Крус-де-ла-Пальма — аеропорт Ла-Пальма
- Тенерифе — міжнародний аеропорт Лос-Родеос (хаб)
- Тенерифе — Санта-Крус-де-ла-Пальма

Сезонні
- Ель-Аюн — аеропорт імені султана Хасана I
- Нуадібу — міжнародний аеропорт Нуадібу
- Нуакшот — міжнародний аеропорт Нуакшот

## Флот
У січні 2011 року авіакомпанія Islas Airways експлуатувала флот з шести турбогвинтових літаків ATR 72-200 з пасажирськими салонами на 70 місць в однокласному компонуванні. Середній вік повітряних суден становив 9 років.